# Szpasszki járás (Tengermellék)
A Szpasszki járás (oroszul Спа́сский райо́н) Oroszország egyik járása a Tengermelléki határterületen. Székhelye Szpasszk-Dalnyij.

## Népesség
- 1989-ben 32 653 lakosa volt.
- 2002-ben 29 570 lakosa volt.
- 2010-ben 30 475 lakosa volt.